# 타짜 (드라마)
《타짜》는 2008년 9월 16일부터 2008년 11월 25일까지 방송했던 SBS 월화 드라마로 영화 《타짜》를 드라마 프로그램으로 극화했으며 허영만 화백의 만화 《타짜》가 본 드라마 프로그램의 원작이다.

## 등장 인물

### 주요 인물
- 장혁 : 고니 역 (아역 : 여진구)

부산 출신의 타짜로 어렸을 적 도박에 미친 아버지를 아귀에게 잃고 대호(작두)의 손에 길러졌다. 어릴 적에 헤어졌던 첫사랑인 난숙이를 찾는 게 그의 유일한 삶의 항로였고 고니의 목표였다. 하지만 난숙을 만난 순간 고니는 오빠의 도박 빚 때문에 고생하는 난숙을 보내게 되고 이어서 쓰러진 할머니의 병원비 때문에 또 한번 어쩔 수 없이 도박을 하게 된 영민을 지켜 보면서 도박 세계에 발을 들이게 된다. 돈을 벌려고 하우스에서 사기 도박을 하게 된 영민과 고니는 모든 것을 알아챈 계동춘에게 형편없이 밟히게 되고 엄마가 모은 돈 마저 모두 다 계동춘에게 잃고 만다. 그리고 계동춘이 서울에서 온 타짜라는 것을 알게되고 그를 쫓아 서울로 상경하게 된다. 시간이 흘러 계속 계동춘에게 복수를 다짐하던 고니는 고광렬을 만나게 된 것을 계기로 평경장을 알게 되고, 그에게 도박 실력을 전수 받아 최고의 타짜로 거듭난다. 그리고 그는 자신의 인생을 망가뜨렸던 계동춘과 그의 배후에서 모든 것을 조종했던 아귀에 대한 복수를 실현한다. 하지만 아귀의 계략으로 고니는 불곰 살인 누명을 쓰고 또 한번 체포되어 들어가지만 짝귀의 제의로 인해 탈옥을 하게 되고 신분 세탁 후 새로운 신분으로 다시 태어난다. 그리고 고니는 자신이 감옥에 있을 때 알았던 동지들을 규합 드림팀으로 만들고 대형 카지노에 눈독 들이는 아귀를 조종해 아귀의 전 재산을 가로채는대 성공한다. 하지만 돈을 다시 찾으려는 아귀의 술수에 휘말려 도박판에서 자신의 스승인 평경장과 아귀, 고광렬 등 4명이 맞붙은 대결에서 고니는 아귀를 꺾고 복수를 하는데 성공한다. 참고로 공식홈페이지 에서 확인해보세요
- 한예슬 : 난숙(지나) 역 (아역 : 이한나)

부산에 있는 여자고등학교 퀸카이자 고니의 첫사랑이다. 도박에 미친 오빠 때문에 정마담에게 팔려갈 위기에 처했던 난숙은 정마담과의 거래 끝에 후계자로 낙점 받아 설계사로서의 교육을 받게 된다. 수 많은 사람들을 도박으로 무너뜨리는 설계사... 하지만 난숙이 그런 험한 곳에서 버틸 수 있었던 것은 모두 고니를 바라보면서였다. 하지만 아귀 그리고 정마담의 계략과 고니와는 친구 사이를 정리한 것 같은 냉혈한 사람으로 변해버린 영민.... 난숙은 이중 첩자 노릇을 하면서 고니를 돕는다.
- 김민준 : 이영민 역

고니의 단짝 친구이자 아귀의 오른팔이다. 아귀로부터 누명을 쓰고 감옥에 들어갈 뻔한 상황에 놓였으나 아귀에 의해 풀려난 후 그에게 충성을 바치고 오른팔이 되었다. 난숙을 사랑하지만 고니 밖에 못 보는 난숙을 뒤에 서서 지켜 보면서 더 큰 권력을 위한 야망을 품고 아귀와 대립하게 되고 보이지 않는 대결을 펼치면서도 탈옥 후 또 한번 자신에게 도전해오는 고니와도 승부를 겨루지만, 난숙을 구하려다 총에 맞아 사망한다.
- 강성연 : 정마담 역

아귀의 왼팔이자 설계사다. 팜므파탈적인 아름다움과 놰쇄적인 미모를 갖춘 그녀는 도박에 타겟을 끌어들여 설계하는 설계사다. 남자는 어느 누구도 사랑해본 적 없었고 사랑하지 않을 것이라고 믿었다. 하지만 영민을 사랑하게 되면서 아귀와 등을 돌리고 배신의 길을 걷게 되고 아귀와 싸우려는 영민을 돕지만, 아귀에게 총을 쏴서 복수를 한다.

### 주변 인물
- 손현주 : 고광렬 역

고니에게 친형이자 아버지 같은 존재 생계형 타짜로 가진 것도 하나 없이 거리에서 살아가다 아이의수술비를 마련하기 위해 타짜가 된 인물. 고니의 실력을 알아보고 그와 한탕하기 위해 평경장 행세를 하며 다니다 고니와 평경장을 만나게되고 그에게 타짜수업을 받게 되면서 진정한 타짜로 거듭난다. 이후 아귀진영과 겨루는 고니를 옆에서 보좌한다.
- 김갑수 : 아귀 역

일명 돈귀신. 도박으로 돈을 벌고 대한민국 모두를 사들이겠다는 야심에 찬 물욕과 권력욕, 탐욕의 화신이다. 자신의 이익과 목적을 위해서라면 수단과 방법을 가리지 않는 잔악한 인물로 지리산작두 강대호를 살해하고 고니와 난숙의 인생을 송두리째 망가뜨린 장본인이기도 하다. 카지노에 빠져 권력을 탐하다 고니에게 파멸된다.
- 임현식 : 평경장 역

대한민국 건국이래 최고의 타짜. 아귀, 작두, 고니, 광렬의 도박 스승. 고니에게 도박을 전수하지만 그것을 그리 달갑게 여기지는 않고 있다.
- 장원영 : 계동춘 역

아귀의 수하. 일명 탈수기. 마른 수건에서도 물기를 짜낼 만큼 잔인하다고 해서 탈수기라는 별명으로 불린다. 설계자이자 뛰어난 미모를 지닌 정마담을 짝사랑하지만 영민에 의해 좌절되었고 자신이 먼저 아귀의 수하가 되었음에도 아귀에게 더 큰 능력을 인정받는 영민에게 열등감을 느끼고 끓임 없는 대립각을 세운다. 하지만 고니 일행에게 빵게판을 털리고 아귀의 신임이 바닥나자 신임을 되찾기 위해 물불 안가리는 잔혹한 모습을 보이며 후에 영민이 배신하자 영민을 치기 위해 건달들을 동원하는 등 악랄한 악행을 저지른다. 그러나 종전부에서 고니의 경마장 설계판에 걸려 들면서 모든 것을 잃고 나락으로 떨어진 뒤 경마장에서 앵벌이로 연명한다.
- 이소정 : 평유라 역

편경장의 딸. 천성적으로 밝고 명랑하며 시원시원하다. 현 태권도 국가대표 상비군. 이제껏 몰랐던 아빠의 비밀을 알게 되면서 인간의 운명에 대해 깊은 성찰에 빠진다. 편경장과 고니의 만남 또한 운명적이라는 걸 인정하면서 그들의 든든한 조력자가 된다.

### 그 외
- 이기영 : 강대호(지리산 작두) 역

아귀와 쌍벽을 이루는 전설의 타짜 지리산 작두. 발목 옆에 항상 칼을 차고 다녀 작두라는 별명으로 불렸다. 자신을 판에 앉히려는 아귀의 계략에 휘말려 고니의 아버지가 죽자 복수를 위해 아귀와 승부를 벌여 아귀의 손가락 약지를 잘라버렸다. 이후 고니가 위험에 처하자 그를 구하려다 아귀의 손에 죽음을 당한다.
- 박순천 : 순임 역

고니의 어머니로 영민의 빚을 갚기 위해 돈을 훔쳐간 고니를 처음에는 이해하지 못하지만 대호에 의해 모든 사정을 듣고 나서는 고니를 이해하며 고니가 도박에서 빠져나와 집으로 돌아오기를 진심으로 바라고 있다.
- 임지규 : 이성찬 역

고니의 고교 동창. 서울에서 포장마차를 하며 후에 골든파라다이스 설계작전에서 고니의 큰 힘이 된다. 무뚝뚝하지만 의리에 살고 의리에 죽는 경상도 사나이. 고니, 주식과 삼총사가 되어 동네 도박판을 휩쓸고 다녔다. 가난한 하숙생이었던 그때, 고니의 도움이 없었더라면 졸업을 못할 뻔 했다. 고니의 부탁이라면 목숨을 걸고 달려든다.
- 오정세 : 광태 역

난숙의 오빠. 아귀일당에게 수술을 당하고 하우스 방화를 저질러 징역을 산다. 복역 후 자신 때문에 만신창이가 된 난숙을 보며 아귀 일파에게 복수를 다짐하지만 또 다시 도박판에 뛰어들어 큰 빚을 지고 아귀 일당의 노예가 되면서 난숙의 아킬레스건이 된다.
- 김지영 : 영민 조모 역
- 안내상 : 고니 부, 명수 역
- 여진구 : 어린 고니 역
- 이한나 : 어린 난숙 역
- 권태원 : 불곰 역
- 송종호 : 제벌 2세, 안세훈 역

카지노재벌이자 호텔체인, 리조트사업, 건설을 주사업으로 하는 대광그룹 후계자로 후계자 투쟁에서 형들을 제치고 후계자 자리에 올랐다. 피의 전쟁을 벌이며 왕좌를 차지한 인물답게 계략에 비상하고 사람을 쉽게 믿지 않는 성격의 소유자로 처음에는 아귀와 손을 잡았으나 영민의 비상함을 알아보고는 영민과 손을 잡고 고니의 설계작전이었던 마카오 골든파라다이스 카지노와 손을 잡는다.
- 박용수 : 최장군 역
- 백민 : 교도소 타짜 역
- 신승환 : 고니 친구 역
- 김양우 : 사기꾼 역
- 전창걸 : 교도소 간수 역
- 조상구 : 짝귀 역
- 백찬기 : 감방장 역
- 정종열 : 김형사 역
- 마동석 : 뺀지 역
- 송민형 : 광렬의 아버지 역
- 정지순 : 손님 역
- 정은표 : 조화백 역
- 최환준 : 길상 역
- 방길승 : 독사 역
- 주성환 : 망치 역
- 성민수
- 이현걸
- 정강희
- 주성민
- 문성혁
- 김결
- 김정하 : 광렬의 어머니 역
- 전진기

### 특별 출연
- 김기만 : 라디오 DJ 역
- 임서연 : 사장 역

## 시청률
| 2008년      | 2008년      | 2008년         | 2008년       | 2008년         | 2008년       |
| 회차        | 방송일      | TNMS 시청률    | TNMS 시청률  | AGB 시청률     | AGB 시청률   |
| 회차        | 방송일      | 대한민국(전국) | 서울(수도권) | 대한민국(전국) | 서울(수도권) |
| ----------- | ----------- | -------------- | ------------ | -------------- | ------------ |
| 제1회       | 9월 16일    | 12.9%          | 13.5%        | 11.6%          | 11.9%        |
| 제2회       | 9월 22일    | 14.3%          | 14.3%        | 11.8%          | 12.2%        |
| 제3회       | 9월 23일    | 13.2%          | 13.4%        | 11.8%          | 12.1%        |
| 제4회       | 9월 29일    | 13.5%          | 13.4%        | 12.7%          | 13.6%        |
| 제5회       | 9월 30일    | 13.3%          | 13.4%        | 12.9%          | 13.1%        |
| 제6회       | 10월 6일    | 13.5%          | 13.2%        | 12.1%          | 12.8%        |
| 제7회       | 10월 7일    | 14.5%          | 15.2%        | 12.3%          | 12.4%        |
| 제8회       | 10월 13일   | 14.7%          | 14.8%        | 12.7%          | 12.8%        |
| 제9회       | 10월 14일   | 13.8%          | 12.8%        | 12.4%          | 12.1%        |
| 제10회      | 10월 20일   | 15.2%          | 14.4%        | 14.7%          | 14.6%        |
| 제11회      | 10월 21일   | 18.8%          | 18.4%        | 17.2%          | 17.0%        |
| 제12회      | 10월 27일   | 14.2%          | 13.5%        | 12.9%          | 12.5%        |
| 제13회      | 10월 28일   | 16.0%          | 15.3%        | 15.5%          | 16.3%        |
| 제14회      | 11월 3일    | 16.6%          | 16.5%        | 15.5%          | 15.7%        |
| 제15회      | 11월 4일    | 17.5%          | 16.7%        | 16.2%          | 16.3%        |
| 제16회      | 11월 10일   | 16.0%          | 16.6%        | 15.6%          | 16.2%        |
| 제17회      | 11월 11일   | 17.5%          | 17.7%        | 16.6%          | 16.8%        |
| 제18회      | 11월 17일   | 17.4%          | 17.3%        | 14.5%          | 14.4%        |
| 제19회      | 11월 18일   | 17.2%          | 17.3%        | 15.2%          | 15.3%        |
| 제20회      | 11월 24일   | 17.0%          | 17.5%        | 15.5%          | 16.0%        |
| 제21회      | 11월 25일   | 18.4%          | 18.3%        | 17.2%          | 17.1%        |
| 평균 시청률 | 평균 시청률 | 15.5%          | 15.4%        | 14.1%          | 14.3%        |

## 연장
- 2008년 11월 7일 : 타짜 방영 분량이 20부작에서 1회 연장돼 21부작으로 변경·확정됐다.

## 수상
- 2008년 SBS 연기대상 특별 기획부분 연기상, 10대 스타상 장혁
- 2008년 SBS 연기대상 특별 기획부분 연기상, 10대 스타상 한예슬
- 2008년 SBS 연기대상 특별 기획 조연상 손현주
- 2008년 SBS 연기대상 10대 스타상 안내상
- 2008년 SBS 연기대상 아역상여진구
- 제16회 대한민국문화연예대상 탤런트 부문 우수상 안내상

## 참고 사항
- KBS 드라마본부의 이강현 기획 팀장의 인터뷰에서, "지난 2003년에 방송한 SBS 수목 드라마 《올인》처럼 도박 등 사행성을 조장하는 사회적 질서를 위협하는 수준에 가까울 정도로 논란의 소지가 많다는 특징 때문에, 수 많은 시청자들의 프로그램 방영 중단 요청이 이루어지고 나면, 프로그램 제작 수익이나 광고 손실 등 심각한 타격을 입을 수 있다"라고 덧붙였다.
- 방송 당시에는 시청 등급이 15세 이상 시청가였으나 도박과 관련된 사행성을 조장하는 내용 때문에 여성가족부 측에서 청소년 보호법상. 청소년 유해 매체물로 고시한 바 있다.[3]